# Melanie Mitchell
Melanie Mitchell  est professeure en sciences informatiques à l'Université de Portland. Elle a travaillé à l'Institut de Santa Fe et au Laboratoire national de Los Alamos. Ses principaux travaux portent sur le  raisonnement par analogie, les systèmes complexes, les algorithmes génétiques et l'automatisation cellulaire. Ses publications dans ces domaines sont fréquemment citées.
En 1990, elle obtient son doctorat à l'Université du Michigan sous la direction de Douglas Hofstadter et John Holland, qu'elle a aidé à développer le Copycat, une architecture de raisonnement.  Elle est l'auteur d'un livre essentiel au sujet de Copycat, intitulé Analogy-Making as Perception.  Elle a également fait la critique du livre A New Kind of Science (Une nouvelle sorte de science) de Stephen Wolfram. Elle a écrit An Introduction to Genetic Algorithms (Une introduction aux algorithmes génétiques), un ouvrage largement connu, publié par le MIT Press en 1996.

## Livres
- (en) Melanie Mitchell, Analogy-Making as Perception : A Computer Model, Cambridge, MIT Press, 1993, 275 p. (ISBN 978-0-262-13289-3, LCCN 92038045) (1993)
- (en) Melanie Mitchell, An Introduction to Genetic Algorithms, Cambridge, Mass., MIT Press, 1998, 8e éd., 209 p., poche (ISBN 978-0-262-63185-3, LCCN 95024489, lire en ligne) (1998)
- (en) Melanie Mitchell, Complexity : A Guided Tour, Oxford, U.K., Oxford University Press, 2009, 366 p. (ISBN 978-0-19-512441-5, LCCN 2008023794) (2009)

## Quelques publications
- (en) Mitchell, M., Holland, J. H., and Forrest, S., « When will a genetic algorithm outperform hill climbing? », Advances in Neural Information Processing Systems, vol. 6,‎ 1994, p. 51–58 (lire en ligne)
- (en) Melanie Mitchell, Peter T. Hraber, and James P. Crutchfield, « Revisiting the edge of chaos: Evolving cellular automata to perform computations », Complex Systems, vol. 7,‎ 1993, p. 89–130 (lire en ligne)
- Melanie Mitchell, James P. Crutchfield and Peter T. Hraber. Dynamics, Computation, and the "Edge of Chaos": A Re-Examination